# Nathan Söderbloms bibliografi

Nathan Söderblom i Köpenhamn, 1922.

Nathan Söderblom (1866–1931) var verksam som teolog, religionshistoriker och ärkebiskop. Hans arbete omfattade både akademiska studier och kyrkliga uppgifter, och han publicerade skrifter inom ett brett spektrum av religionsvetenskap och teologi. Han intresserade sig särskilt för zoroastrismen och andra iranska religioner, men skrev också om protestantism, kristendomens historia och praktisk teologi. Vid sidan av sina vetenskapliga arbeten utgav han uppbyggelseskrifter och predikosamlingar. Söderbloms bibliografi speglar därmed en kombination av akademiska avhandlingar, teologiska studier och skrifter med en bredare kyrklig och folklig inriktning.
Söderbloms fullständiga bibliografi, med 669 titlar, upprättades av Sven Ågren i boken Nathan Söderblom in memoriam (1931).